# Euroscaptor
Euroscaptor es un género de mamíferos de la familia Talpidae. Contiene las especies siguientes:
- Topo chino gordo (Euroscaptor grandis)
- Topo de Kloss (Euroscaptor klossi)
- E. kuznetsovi
- Topo de hocico largo (Euroscaptor longirostris)
- Topo del Himalaya (Euroscaptor micrura)
- Topo de montaña japonés (Euroscaptor mizura)
- E. orlovi
- Topo de dientes pequeños (Euroscaptor parvidens)
- E. subanura

- Datos: Q1851296
- Multimedia: Euroscaptor / Q1851296
- Especies: Euroscaptor